# Szerecseny
Szerecseny ist eine ungarische Gemeinde im Kreis Tét im Komitat Győr-Moson-Sopron.

## Geografische Lage
Szerecseny liegt 26 Kilometer südwestlich des Zentrums des Komitatssitzes Győr und 7 Kilometer südöstlich der Kreisstadt Tét an dem Fluss Csongáta-ér. Nachbargemeinden sind Gyömöre, Kajárpéc, Lovászpatona und Gecse.

## Geschichte
Bereits im 18. Jahrhundert hatte Szerecseny den Status einer Gemeinde. Im Jahr 1798 wurde durch ein Feuer ein großer Teil des Ortes zerstört. Anfang des 20. Jahrhunderts gehörten die Ortsteile Julianna-puszta, Szőlőhegy und Téglagyár-telep zu Szerecseny. An die damalige Ziegelei, die einst vielen Menschen Arbeit gab, erinnert nur noch der übrig gebliebene Schornstein. Im Jahr 1913 gab es in der damaligen Kleingemeinde 166 Häuser und 1116 Einwohner auf einer Fläche von 2152 Katastraljochen. Sie gehörte zu dieser Zeit zum Bezirk Sokoróalja im Komitat Győr.

## Sehenswürdigkeiten
- Evangelische Kirche, erbaut 1948
- Imre-Nagy-Büste, erschaffen von Vilmos Bolla
- Reformierte Kirche, erbaut 1773
- Römisch-katholische Kirche Szent Imre, erbaut 1790 im spätbarocken Stil
- Weltkriegsdenkmal

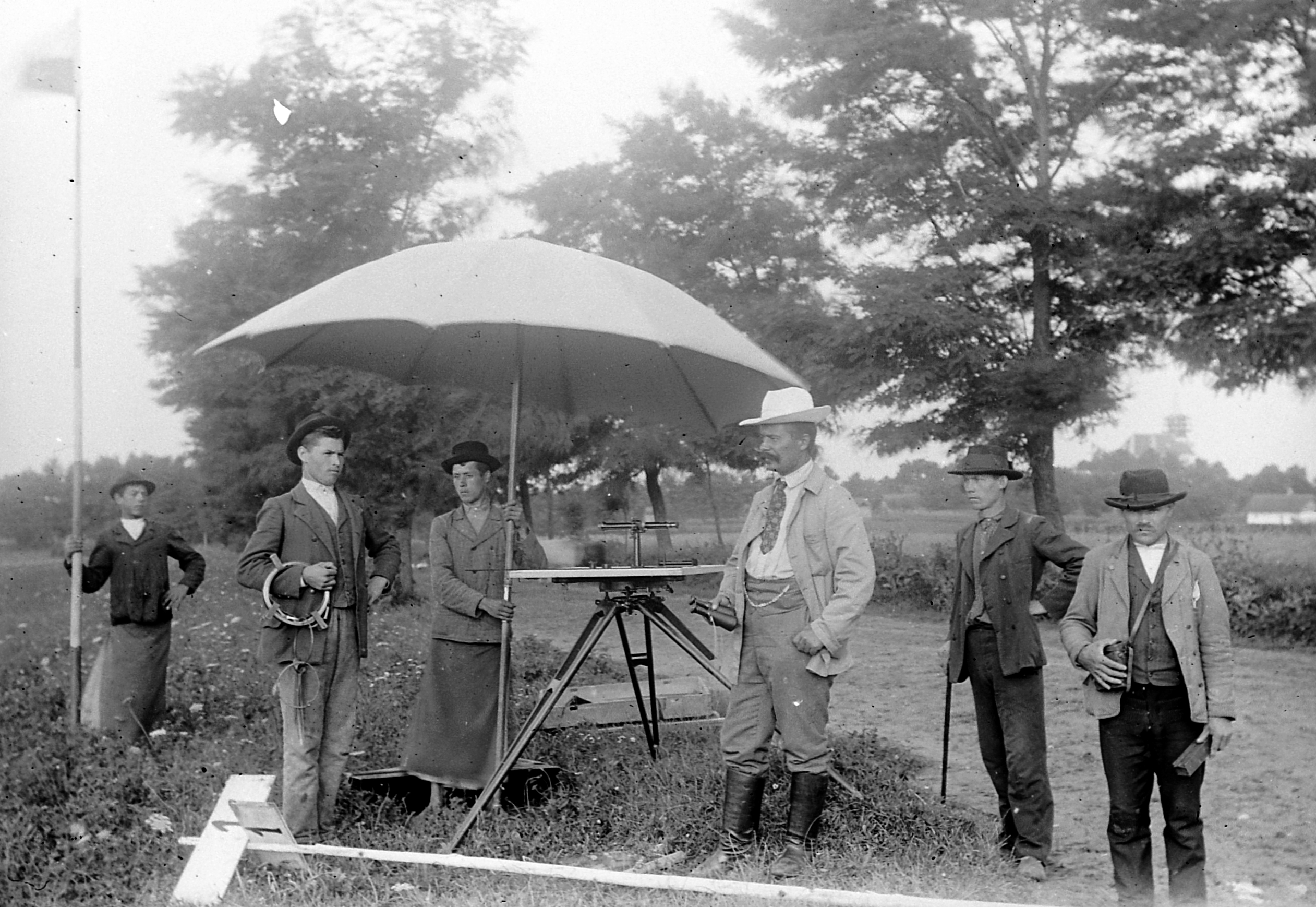
Landvermesser mit Messtisch in Szerecseny (1910)
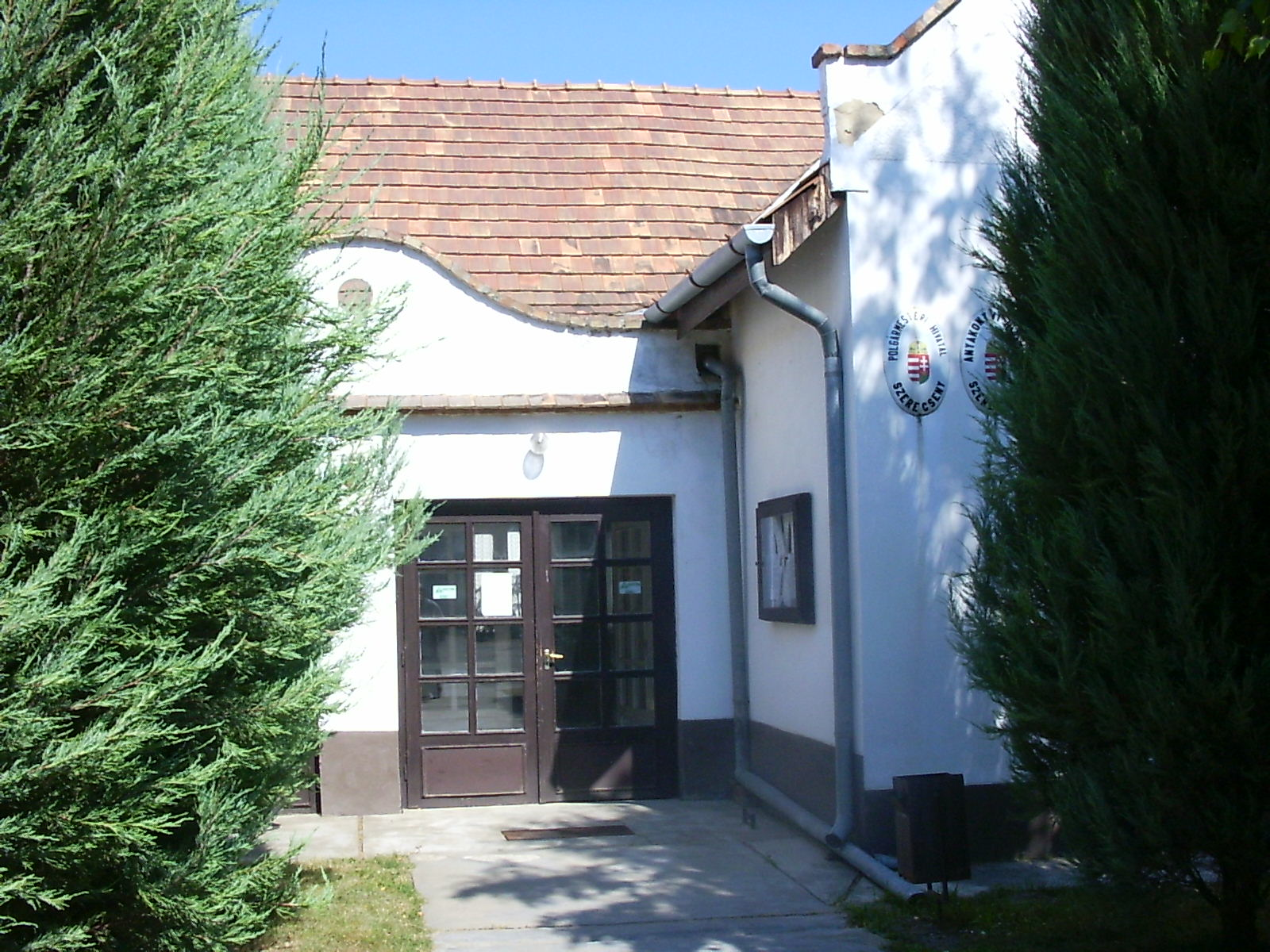
Gemeindeverwaltung
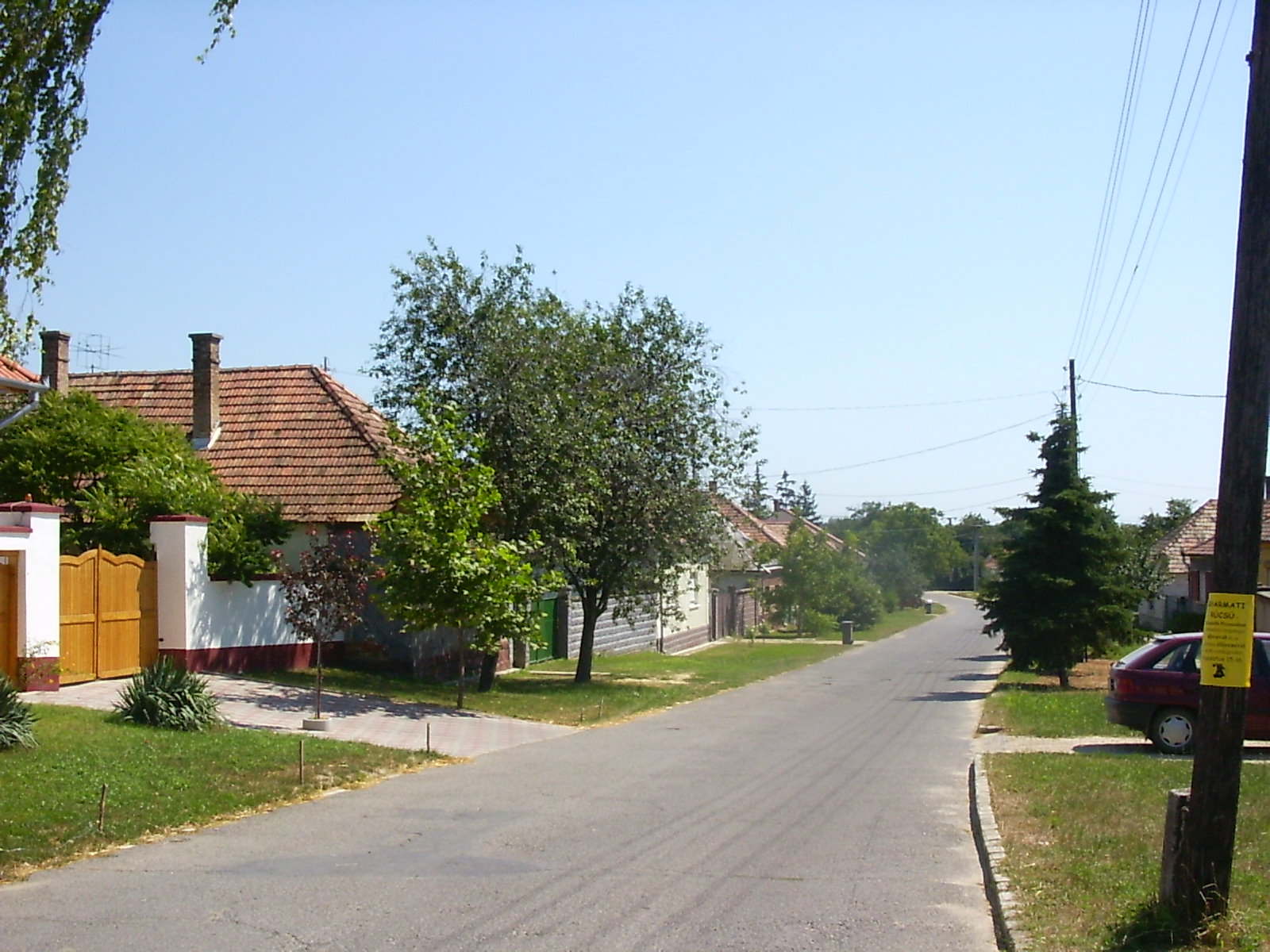
Straßenzug
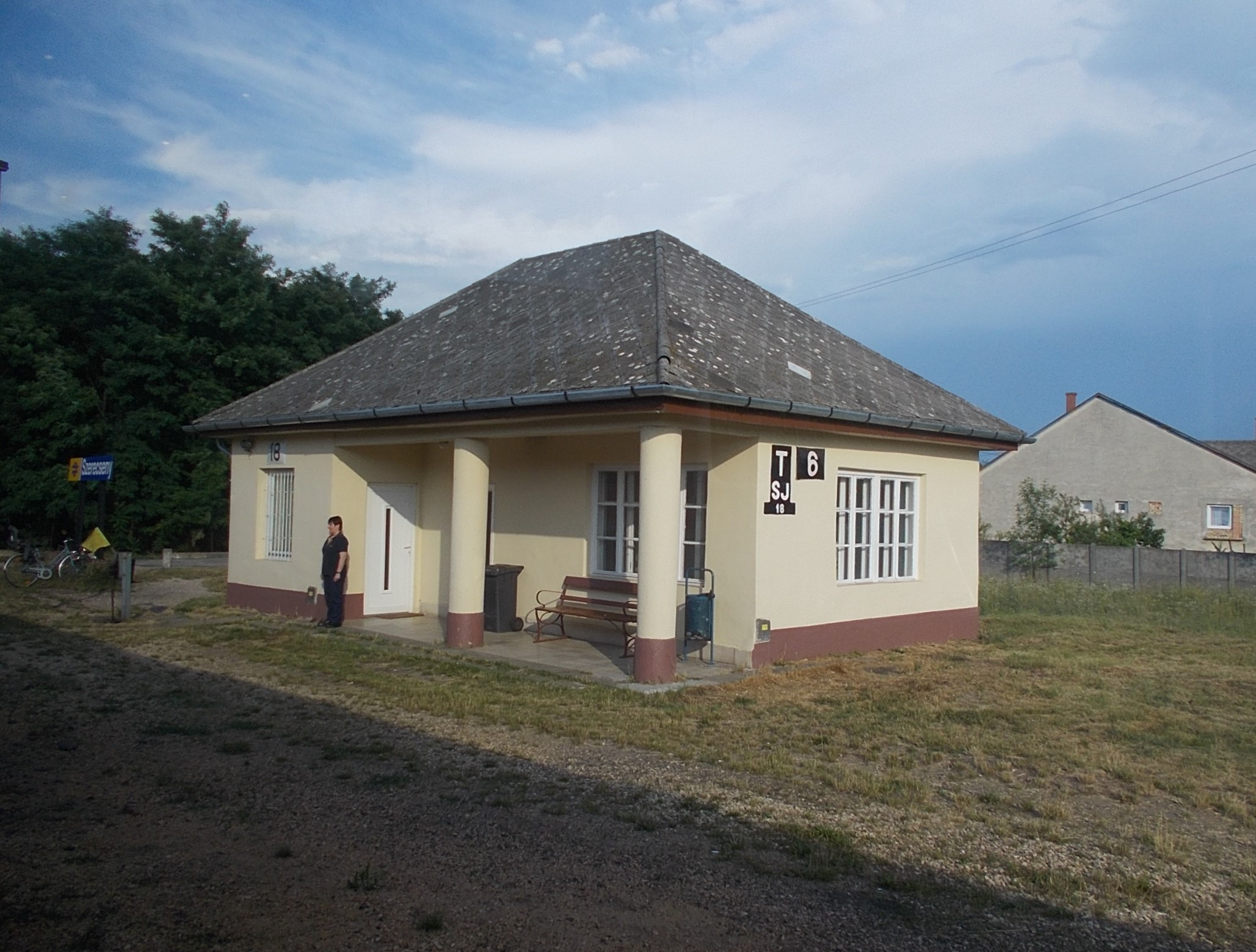
Bahnhofsgebäude Szerecseny

## Verkehr
Durch Szerecseny verläuft die Landstraße Nr. 8312. Es bestehen Zugverbindungen nach Győr sowie über Celldömölk nach Kaposvár. Weiterhin gibt es Busverbindungen über Tét nach Győr sowie über Gyarmat nach Pápa.